# Попов Дмитро Іванович
Дмитро Іванович Попов (1892 — травень 1921) — балтійський матрос, начальник Бойового загону ВЧК, активний учасник повстання лівих есерів у Москві в Москві 1918 року, один з основних керівників Повстанської армії Нестора Махна.

## Біографія
З селян д. Кононової Троїцької волості Клинського повіту Московської губернії. Після закінчення школи з 14 років працював на фабриках і заводах в Москві. У 1914 призваний на дійсну службу в Балтійський флот. З 1917 член партії лівих есерів. Учасник Жовтневого збройного повстання 1917 р. в Петрограді, Член ВЦИК. Наприкінці 1917 — початку 1918 сформував у Гельсінгфорсі Червоно-Радянський Фінляндський загін, який у березні 1918 за наказом Вищої Військової Ради був переведений до Москви в розпорядження Моссовіту, а 8 квітня 1918 переданий у підпорядкування ВЧК. У квітні 1918 призначений начальником штабу Бойового загону при ВЧК. З квітня по липень 1918 — член ВЧК, член Колегії ВЧК.
В кінці червня 1918 р. партія лівих есерів почала підготовку збройного повстання проти Радянського уряду на чолі з партією більшовиків. Загін при Всеросійській надзвичайній комісії, яким командував лівий есер Попов, був приведений в бойову готовність. 30 червня Попов зажадав постачання довольства загону, вказавши також чисельність його в 1 000 осіб, тоді як насправді там було тільки 600. Запитом від 2 липня він же терміново зажадав санітарні носилки, лубки та ряд медичних приналежностей у великій кількості, очевидно, передбачаючи можливість бойових «операцій».
Поповим був змінений також кадровий склад загону ВЧК. У штаб Попова не допускалися навіть революційно налаштовані есери. Всі більшовицькі елементи із загону видалялися. До загону приєдналася група чорноморських матросів, а також колишні роззброєні анархісти. За 2-3 дні до фатальної суботи Попов тримав свій загін в повній бойовій готовності, нервуючи всіх «даними» своєї розвідки, що німецькі контрреволюціонери збираються роззброїти загін і заарештувати самого Попова. У ніч з п'ятниці на суботу Попов здійняв особливу тривогу, що нібито напад готується в цю ніч. Напередодні виступу Попов особисто вів антирадянську агітацію в загоні.
6 — 7 липня 1918 Попов та його загін брали активну участь у заколоті лівих есерів у Москві.
Після придушення заколоту Д. Попов переховувався і лікувався, за його пізнішим власними визнаннями, від нервового паралічу. 27 листопада 1918 на відкритому судовому засіданні Революційного трибуналу при ВЦВК за звинуваченням «у контрреволюційній змові Центрального Комітету партії лівих соціалістів-революціонерів проти Радянської влади і революції» Попов оголошений «ворогом трудящих, що стоїть поза закону», і як такий при затриманні та встановленні особи підлягав розстрілу.
У грудні 1918 виїхав до Харків, де як начальник «Центрального повстанського штабу» партії лівих есерів вів роботу з організації повстанського руху проти Директорії УНР. На початку 1919 під прізвищем Корміліцин служив помічником командира (Ю. В. Сабліна) 11-го Українського радянського полку. Будучи впізнаним під Бахмутом і не бажаючи піддаватися можливому переслідуванню, виїхав до Харкова, а звідти на з'їзд партії ЛСР в Київ. Після захоплення міста білими в кінці серпня 1919 виїхав в Катеринослав. Восени 1919 в Новомосковському повіті Катеринославської губ. сформував повстанський загін, з яким приєднався до махновців.
Учасник махновського руху з листопада 1919. Послідовно командував 2-м Сулинським, 24-м Терновським і 3-м Катеринославським повстанськими полками. З січня по березень 1920, будучи хворим на висипний тиф, переховувався від переслідувань в одному з сіл в районі Гуляйполя. З кінця березня 1920 знову в загоні Махна; вів агітацію серед населення і займався культурно-просвітницькою роботою. Тоді ж оголосив себе анархістом-комуністом.
Наприкінці травня 1920 обраний членом Ради революційних повстанців України (махновців), з червня 1920 — секретар Ради. 29 — 30 вересня 1920 від імені Ради революційних повстанців України (махновців) вів по телеграфу переговори з представниками радянської влади в Україні про припинення військових дій і укладення угоди для спільної боротьби з Врангелем. 10 жовтня 1920 разом з В. Куріленко підписав у Харкові умови попередньої військово — політичної угоди між урядом УРСР і Революційної повстанської армії України (махновців).
Будучи представником махновців при Південному фронті, вів себе зухвало, відкрито виступав проти Радянської влади, встановлював контакти з кримінальними елементами і організовував на квартирі представництва мало не щоденні п'янки. Своєю поведінкою викликав украй різку незадоволеність Н. І. Махно, який в одному з листів писав йому: «… покладена на вас робота політичного і військового представництва є вкрай відповідальною, і ви, будучи в Харкові, повинні віддати їй увесь час, намагаючись принести максимум користі нашому руху з усіх його сторін: військової, політичної та культурно-освітньої. Абсолютно неприпустимо вдруге чути про ваше недбайливе відношення до справи, дорученій вам армією. Я сподіваюся, що наступні повідомлення про вашу роботу будуть інші, більш втішні для всіх нас. Пам'ятайте правило — справі час, потісі година».
У зв'язку з ліквідацією махновщини в ніч на 26 листопада 1920 разом з іншими представниками Революційної повстанської армії України (махновців) при Південному фронті заарештований у Харкові Центральним управлінням надзвичайних комісій України і, згідно з приписом Ф. Е. Дзержинського, направлений до Москви у ВЧК.
Розстріляний у травні 1921 за вироком ВЧК.